# Naa Anang
Naa Adjeley Anang (ur. 10 marca 1995) – australijska lekkoatletka specjalizująca się w skoku w dal.
W 2011 zdobyła srebrny medal igrzysk Wspólnoty Narodów młodzieży. W 2015 stanęła na najniższym stopniu podium uniwersjady w Gwangju.
Rekord życiowy: 6,68 (2 lipca 2017, La Chaux-de-Fonds).

## Osiągnięcia
| Rok  | Impreza                              | Miejsce | Lokata            | Wynik |
| ---- | ------------------------------------ | ------- | ----------------- | ----- |
| 2011 | Igrzyska Wspólnoty Narodów młodzieży | Douglas | 2. miejsce        | 5,94w |
| 2014 | Mistrzostwa świata juniorów          | Eugene  | el. – 17. miejsce | 5,97  |
| 2015 | Uniwersjada                          | Gwangju | 3. miejsce        | 6,55  |
| 2017 | Mistrzostwa Świata                   | Londyn  | el. – 22. miejsce | 6,27  |